# Santa Rita de Malgrat de Mar
Santa Rita de Malgrat de Mar és una ermita de Malgrat de Mar (Maresme) inclosa a l'Inventari del Patrimoni Arquitectònic de Catalunya.

## Descripció
Ermita situada a l'extrem muntanyós del terme, molt a prop de la carretera de Barcelona-Blanes, en un petit turó del mateix nom. D'una sola nau, és de petites dimensions amb cobertes semicirculars que li dona l'aire d'una capella neoclàssica, encara que és una rèplica d'una anterior esfondrada, probablement, durant la guerra civil. Existeixen a la zona capelles de característiques semblants on s'hi celebren aplecs, per existir-hi una gran devoció popular.